# Jesper Grønkjær
Jesper Grønkjær (* 12. srpna 1977, Nuuk, Grónsko) je bývalý dánský fotbalový útočník, který ukončil kariéru v roce 2011 v dánském klubu FC Kodaň. Operoval na pozici druhého útočníka, zvládal i vysunutou levou nebo pravou stranu zálohy. Grønkjær byl světoběžník, hrál v Dánsku, Anglii, Německu, Španělsku a Nizozemsku. V roce 1995 byl oceněn jako nejlepší dánský hráč v kategorii do 19 let.

## Klubová kariéra
Začínal v malém dánském klubu Thisted FC a v roce 1995 přestoupil do Aalborgu, s nímž si zahrál i základní skupinu Ligy mistrů 1995/96. Aalborg jej v říjnu 1997 prodal za 3,5 milionu liber do slavného nizozemského klubu AFC Ajax s tím, že se do Amsterdamu přesune až v červenci 1998. Zde jej do prosince 1998 vedl krajan, trenér Morten Olsen a v klubu působil i další dánský hráč Ole Tobiasen. S Ajaxem Jesper vyhrál ve své první sezóně nizozemský fotbalový pohár (výhra Ajaxu 2:0 ve finále nad Fortunou Sittard).
Následovaly angažmá v Anglii (Chelsea FC a Birmingham City), ve Španělsku (Atlético Madrid) a Německu (VfB Stuttgart). V roce 2006 se vrátil do Dánska, kde ještě několik sezón působil v FC Kodaň a získal řadu trofejí - čtyřikrát ligový titul a jednou prvenství v národním poháru (FC Kodaň porazil ve finále sezóny 2008/09 Aalborg BK 1:0).

## Reprezentace
Působil v dánských reprezentačních výběrech od kategorie do 16 let.
V A týmu Dánska zažil debut během své první sezóny v Ajaxu 27. března 1999 v kvalifikačním utkání o EURO 2000 s Itálií (prohra 1:2). Nebyla to podařená premiéra, neboť v úvodu utkání vyrobil hrubku (1. minuta), když přihrával dozadu a jeho nahrávku vystihl italský útočník Filippo Inzaghi, jenž ji proměnil v první gól Italů. Přesto jej reprezentační trenér Bo Johansson nezatratil a posléze jej nominoval i do kádru pro EURO 2000 v Belgii a Nizozemsku.
Celkem Grønkjær odehrál v dánském národním A-týmu 80 zápasů a vsítil 5 branek. Jeho posledním zápasem bylo střetnutí 19. června 2010 na Mistrovství světa proti Kamerunu (výhra 2:1). Dánsko nevyšlo ze základní skupiny a po světovém šampionátu hráč ukončil reprezentační kariéru.
Účast Jespera Grønkjæra na vrcholových turnajích:
- Mistrovství světa 2002 v Japonsku a Jižní Koreji
- Mistrovství světa 2010 v Jihoafrické republice
- EURO 2000 v Belgii a Nizozemsku
- EURO 2004 v Portugalsku

## Odkazy

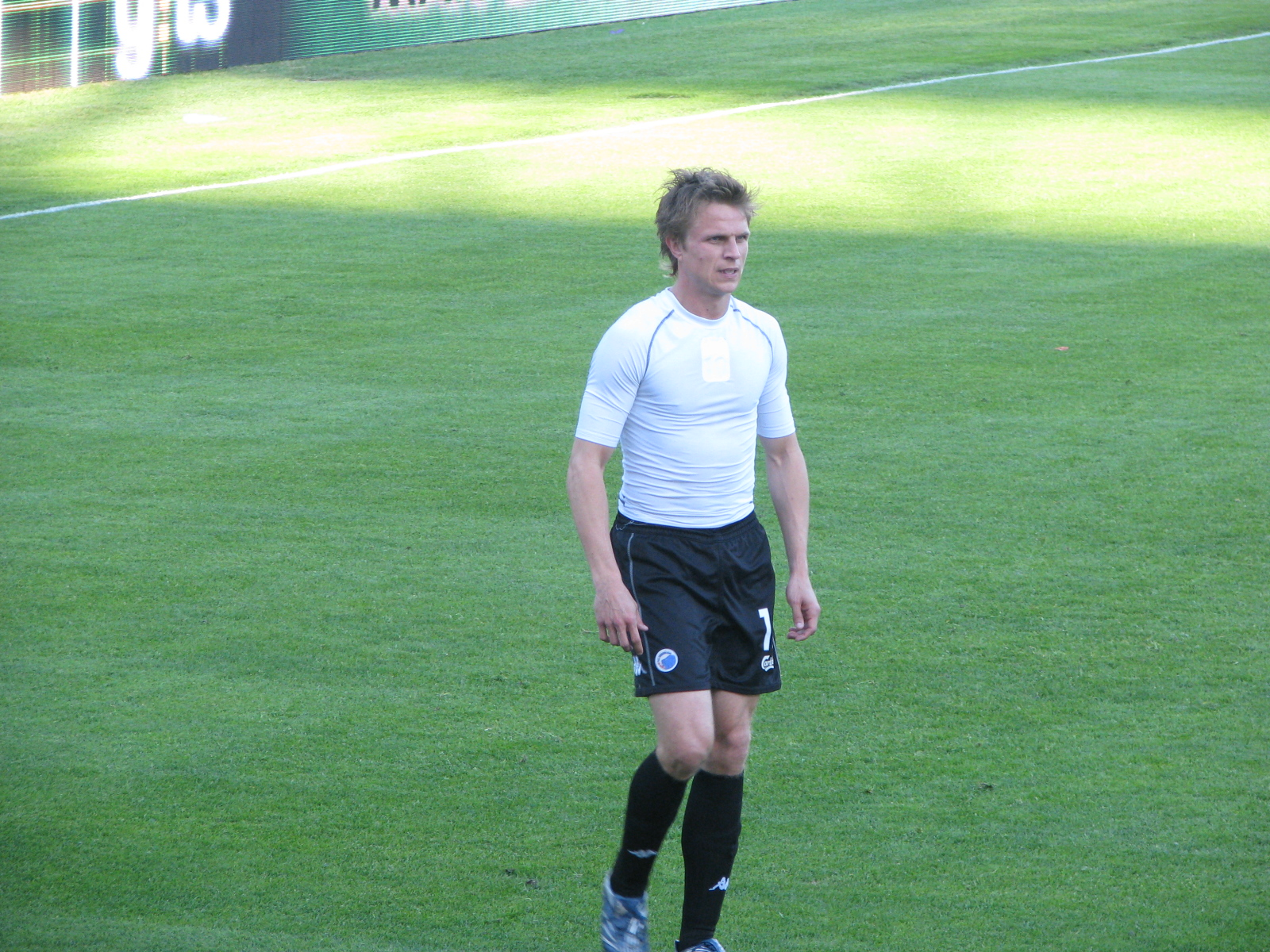
Jesper Grønkjær v roce 2009 během angažmá v FC København.

### Mistrovství světa 2010
Jesper Grønkjær se zúčastnil Mistrovství světa 2010 v Jihoafrické republice, kde se Dánsko utkalo v základní skupině E postupně s Nizozemskem (14. června, prohra 0:2), Kamerunem (19. června, výhra 2:1) a Japonskem (24. června, prohra 1:3). Jesper se objevil pouze v zápasech s Nizozemskem a Kamerunem. Dánsko skončilo se třemi body na nepostupovém třetím místě tabulky a se světovým šampionátem se rozloučilo.